# Lycée Jean-Zay (Thiers)
Pour les articles homonymes, voir Lycée Jean-Zay.

Le lycée Jean-Zay est un établissement scolaire français fondé en 1933 et situé à Thiers, dans le Puy-de-Dôme. C'est un lycée général et technologique, accueillant des élèves de la seconde à la terminale, des étudiants en STS (section de techniciens supérieurs) ainsi que des élèves de CPGE (classe préparatoire aux grandes écoles). Sa vocation première est de former aux métiers de l'industrie.

## La «Nat» dans l'histoire

### La fondation
D'abord nommé École nationale de coutellerie, puis École nationale professionnelle (ENP), le lycée est, aujourd'hui encore, plus connu des Thiernois sous le diminutif de « la Nat ».
C'est seulement en 1993, par décision du conseil Régional, que l'établissement prend le nom de Jean Zay.

L'École nationale de coutellerie accueille sa première promotion à la rentrée 1933. Son inauguration officielle a lieu en juillet 1934, en présence du Président de la République Albert Lebrun et du Ministre des Colonies Pierre Laval, qui, originaire de la région (Châteldon), a favorisé sa création. Les pouvoirs publics se montrent alors soucieux de promouvoir l'industrie locale et l'ouverture de l'établissement s'inscrit tout naturellement dans la tradition ouvrière de la ville. C'est alors la première école nationale professionnelle d'Auvergne.

### La Seconde Guerre mondiale

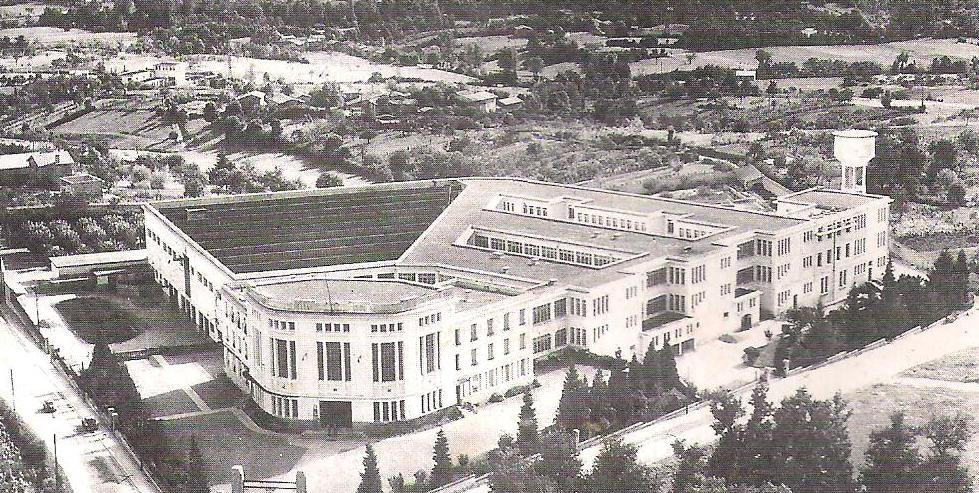
La « Nat » après la Seconde Guerre mondiale.

La grande histoire ne tarde pas à s'inviter dans les murs de « la nat ». Après la déclaration de la guerre, les Écoles nationales professionnelles de Metz, Nancy et Épinal, située en zone des armées sont fermées et leurs élèves sont accueillis par l'établissement thiernois dans des conditions d'autant plus précaires qu'une bonne partie du personnel est mobilisée. Michel Bloch, professeur d'histoire, révoqué à la suite de la promulgation du statut des Juifs  par le régime de Vichy en octobre 1940, s'engage dans la résistance,. Son remplaçant Charles Hainchelin participera à la direction locale des FTP et sera mortellement blessé lors des combats pour la libération de la ville du 25 août 1944,. Le 16 janvier 1947, une plaque est apposée dans  le lycée en hommage aux 10 élèves et aux 4 membres du personnel morts en déportation ou tués au combat pour la libération de la France.

### Évolutions, innovations et rénovations
En 1946, un laboratoire est créé pour tester les métaux. En 1965, l'« école nationale professionnelle » devient « Lycée Technique d'État » (LTE). Les formations proposées vont du CAP aux préparations pour les grandes écoles comme les Arts et Métiers ou Normal Sup Cachan. L'établissement suit l'évolution des besoins de l'industrie thiernoise mais aussi l'évolution de la société et en 1968, il connaît une petite révolution en accueillant ses premières lycéennes.

Le lycée est entièrement rénové par le Conseil régional d'Auvergne entre 1992 et 2000. En 2013 le Conseil régional d'Auvergne fait rénover les menuiseries du lycée.  

### De l'art dans l'industrie, de l'industrie dans l'art
Depuis 2010, le lycée accueille en partenariat avec le Conseil régional d'Auvergne, la Direction régionale des Affaires culturelles et le centre d'art contemporain Le Creux de l'enfer des plasticiens en résidence (Olivier Petiteau en 2010, Eva Taulois en 2011, Sébastien Gouju en 2012, puis Julien Grossmann en 2013). Les artistes bénéficient du savoir-faire et des capacités de production de l'établissement et les élèves peuvent appréhender le processus de création et de mise en forme d'une œuvre d'art. Depuis une dizaine d'années, une exposition est aussi organisée par le fonds régional d'art contemporain dans le cadre du programme « L'art au lycée ».
Également, la culture est un axe primordial du projet d’établissement. Ainsi, en parallèle à la résidence d'artiste, un atelier culture-design est encadré par un professeur, le lycée organise un ciné-club (projet national "Ciné lycée") et participe au projet "Lycéens au cinéma".

## Situation et architecture
Le bâtiment de l’École nationale de coutellerie est dessiné en 1928 et 1930 par l'architecte parisien Paul Guadet. Architecte-conseil du sous-secrétariat d’État de l'enseignement technique, il avait été appelé à participer au choix du terrain dès 1925. Les difficultés de financement retardent l'adjudication des travaux, et c'est finalement l'architecte clermontois Jean Amadon qui mène le chantier et la conception complémentaire, entre 1930 et 1933.
À la fois proche de la montagne du Livradois Forez et de la plaine de la Limagne, le lycée ne passe pas inaperçu avec son architecture des années 1930 et sa couleur blanche. Surplombant la ville, il est cher au cœur des Thiernois. « la Nat » irrigue le terroir industriel qui l’entoure. Il est vrai que l’industrie a toujours été présente qu’elle soit restée aux mains des artisans ou qu’elle soit ouverte vers des marchés plus vastes. De plus, le lycée comme la ville s’ouvrent à d’autres perspectives mariant la technologie aux savoirs et aux arts.
Le lycée se situe rue Jean-Zay (rue qui lui a donné son nom), à proximité de l'axe qui relie Thiers à Vichy. L'établissement était au moment de sa construction relativement à l'écart de la ville. Depuis les années soixante de nombreuses résidences pavillonnaires ont été construites à ses abords. À quelques minutes à pied se trouve la cité scolaire du Pontel qui regroupe le lycée d'enseignement général et le collège de la ville.
 
Situé dans la partie basse de la ville, le lycée Professionnel Germaine-Tillion complète l'offre de formation pour les métiers de l'industrie.
D'après un professeur du lycée travaillant dans celui-ci depuis de nombreuses années, le lycée aurait une superficie de 8 000m2 au sol. Au total, le lycée ferait plus de 25 000m2 sur plusieurs niveaux.

## Formations et Effectifs

### Formations
L'établissement accueille des lycéens et des étudiants pour la préparation des diplômes suivants :

Baccalauréats
- Bac Scientifique, Sciences de l'Ingénieur
- Bac Sciences et Techniques de Laboratoire
- Bac Sciences et Technologies de l'Industrie et du Développement Durable; avec les options EE (Énergie et Environnement), ITEC (Innovation Technologique et Éco-Conception), SIN (Système Numériques et Informatique) et AC (Architecture et Construction).

BTS
- BTS CPI : Conception de Produits Industriels
- BTS ERO : Étude et Réalisation d'Outillages
- BTS CRSA : Conception et Réalisation de Systèmes Automatiques
- (BTS EUROPLASTIC jusqu'en 2014 > cette section est maintenant transférée au LP Germaine-Tillion situé également à Thiers)

Licence professionnelle
- Conception et optimisation de processus par usinage numérique ou déformation plastique[14]

Classes préparatoires
- CPGE PTSI : Physique Technologie et Sciences Industrielles

Depuis 2013, une section européenne est ouverte en mathématiques et sciences physiques.

### Effectifs
| Année scolaire | 1986-87 | 1988-89 | 1990-91 | 1992-93 | 1994-95 | 1995-96 | 1996-97 | 1997-98 | 1998-99 | 1999-00 | 2000-01 | 2001-02 |
| -------------- | ------- | ------- | ------- | ------- | ------- | ------- | ------- | ------- | ------- | ------- | ------- | ------- |
| 2nd cycle      |         |         |         |         | 396     | 365     | 336     | 347     | 348     | 344     | 353     |         |
| BTS            |         |         |         |         | 186     | 188     | 196     | 196     | 173     | 185     | 166     | 168     |
| CPGE           |         |         |         |         | 47      | 55      | 60      | 45      | 53      | 58      | 58      | 70      |
| Total          |         |         |         |         | 629     | 608     | 592     | 588     | 574     | 587     | 548     | 566     |

| Année scolaire | 2002-03 | 2003-04 | 2004-05 | 2005-06 | 2006-07 | 2007-08 | 2008-09 | 2009-10 | 2010-11 | 2011-12 | 2012-13 | 2013-14 | 2014-15 |
| -------------- | ------- | ------- | ------- | ------- | ------- | ------- | ------- | ------- | ------- | ------- | ------- | ------- | ------- |
| 2nd cycle      | 345     | 321     | 279     | 271     | 262     |         |         |         |         |         |         | 298     | 312     |
| BTS            | 141     | 148     | 135     | 140     | 143     |         |         |         |         |         |         |         |         |
| CPGE           | 56      | 54      | 46      | 49      | 50      |         |         |         |         |         |         | 28      | 44      |
| Total          | 542     | 523     | 460     | 460     | 455     |         |         |         |         | 378     | 395     | 417     | 500     |

Les difficultés de l'industrie française détournent pour un temps certains jeunes des filières proposées à Jean-Zay et l'établissement accuse une baisse très nette de ses effectifs au début des années 2000. Ceux-ci semblent se stabiliser aujourd'hui autour de 480 élèves. Les baccalauréats Sciences et Techniques de Laboratoire et Sciences et Technologies de l'Industrie et du Développement Durable connaissent un véritable engouement alors que la filière plasturgie peine à recruter malgré de réels besoins dans les entreprises du secteur.

## Classement du lycée
En 2017, le lycée se classe  8e sur 21 au niveau départemental quant à la qualité d'enseignement, et 663e au niveau national. Le classement s'établit sur trois critères : le taux de réussite au bac, la proportion d'élèves de première qui obtiennent le baccalauréat en ayant fait les deux dernières années de leur scolarité dans l'établissement, et la valeur ajoutée (calculée à partir de l'origine sociale des élèves, de leur âge et de leurs résultats au diplôme national du brevet).
En 2023, la CPGE PTSI/PT se classe 26e sur 59 au niveau national pour les admissions à l'école des Arts et Métiers (3e pour la grande région Auvergne-Rhône-Alpes).